# Jean-Jacques Crenca
Jean-Jacques Crenca (Marmande, 3 de abril de 1969) es un exjugador francés de rugby que se desempeñaba como pilar.

## Selección nacional
Fue convocado por primera vez a Les Bleus en diciembre de 1996 para enfrentar a los Springboks y jugó con ellos hasta su retiro internacional en marzo de 2004. En total disputó 39 partidos y marcó cuatro tries (20 puntos).

### Participaciones en Copas del Mundo
Crenca solo disputó una Copa del Mundo; Australia 2003 donde los franceses cayeron en semifinales ante los eventuales campeones del Mundo, el XV de la Rosa.
| Mundial                       | Sede      | Resultado     | PJ | Tries |
| ----------------------------- | --------- | ------------- | -- | ----- |
| Copa Mundial de Rugby de 2003 | Australia | Cuarto puesto | 6  | 2     |

## Palmarés
- Campeón del Torneo de las Seis Naciones de 2002 y 2004, ambos con Grand Slam.